# Chlorophytum amplexicaule
Chlorophytum amplexicaule är en sparrisväxtart som beskrevs av John Gilbert Baker. Chlorophytum amplexicaule ingår i släktet ampelliljor, och familjen sparrisväxter. Inga underarter finns listade i Catalogue of Life.